# Congregazione dei missionari libanesi

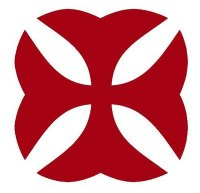
Croce Kreimista, simbolo della Congregazione dei missionari libanesi

La Congregazione dei missionari libanesi è un istituto religioso maschile di diritto patriarcale (Antiochia dei maroniti): i membri di questa congregazione clericale, detti popolarmente kreimisti, pospongono al loro nome la sigla C.M.L.

## Storia
La congregazione venne fondata presso il monastero di Kreim (a Ghosta, sul monte Libano) da Youhanna Habib (1816-1894), sacerdote della eparchia di Baalbek. I primi quattro religiosi dell'istituto emisero la loro professione dei voti il 22 maggio 1884.

## Attività e diffusione
Scopi della congregazione sono l'educazione della gioventù maronita e l'annuncio del Vangelo anche ai non credenti. L'istituto è composto da sacerdoti e fratelli coadiutori: i kreimisti devono giurare di non ambire ai gradi ecclesiastici.
Oltre che in Libano, i missionari libanesi sono attivi presso le comunità maronite di Brasile, Argentina, Sudafrica, Stati Uniti d'America e Australia.
Nel 1974 la congregazione contava 53 religiosi ripartiti in 8 case.